# Starbomb
Starbomb är en amerikansk komedigrupp som gör hiphop och synthpop låt-parodier på TV-spel. Starbomb bildades 2013. Gruppens medlemmar är Arin Hanson (rappande), Dan Avidan (sång) och Brian Wecht (alla instrument).

## Diskografi

### Studioalbum
- 2013 – Starbomb
- 2014 – Player Select[2]
- 2019 – The TryForce[3]